# Ángel Gutiérrez
Ángel Jordan Gutiérrez (ur. 31 sierpnia 1989) – meksykański bokser, brązowy medalista igrzysk panamerykańskich.
W 2011 reprezentował Meksyk na Mistrzostwach Świata w Baku. Przegrał w pierwszej walce z późniejszym srebrnym medalistą Kubańczykiem Yasnierem Toledo.
Trzy tygodnie później wystąpił  w Igrzyskach Panamerykańskich w Gudalajarze zdobywając brązowy medal w wadze lekkiej. Pokonał Breedy'ego Cobię z Barbadosu a w półfinale przegrał ponownie z Yasnierem Toledo.